# Claude Buchon
Claude Buchon (9 de fevereiro de 1949 – 23 de junho de 2024) foi um ciclista francês de ciclismo de estrada.
Competiu pela França nos Jogos Olímpicos de Verão de 1976, realizados em Montreal, Canadá, terminando em vigésimo na corrida de 100 km contrarrelógio por equipes.